# Ancistroceroides sylveirae
Ancistroceroides sylveirae är en stekelart som först beskrevs av Henri Saussure 1855.  Ancistroceroides sylveirae ingår i släktet Ancistroceroides och familjen Eumenidae. Inga underarter finns listade i Catalogue of Life.